# Komisja Infrastruktury

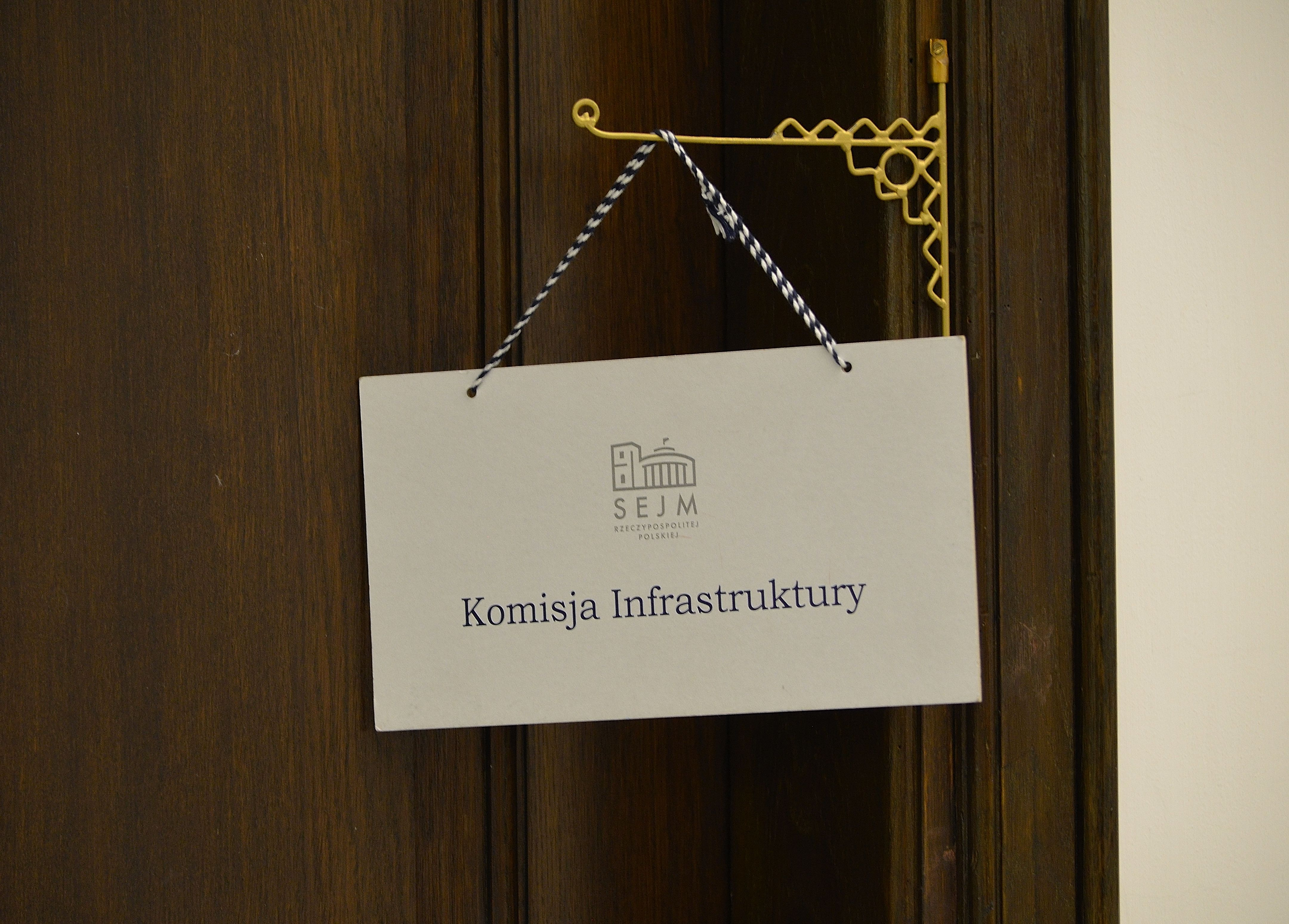
Informacja o trwającym posiedzeniu Komisji Infrastruktury

Komisja Infrastruktury (skrót: INF) jest stałą komisją sejmową.
Do jej zadań należą:
- sprawy budownictwa oraz gospodarki przestrzennej i mieszkaniowej,
- sprawy transportu lądowego i powietrznego,
- sprawy poczty,
- sprawy geodezji i kartografii.

Sejmową Komisję Infrastruktury IX kadencji Sejmu powołano 13 listopada 2019 roku i tego samego dnia wybrano jej skład. Obecnie liczy ona 37 członków.

## Prezydium Komisji wIX kadencji Sejmu[1]
- Paweł Olszewski (KO) – przewodniczący
- Cezary Grabarczyk (KO) – zastępca przewodniczącego
- Piotr Król (PiS) – zastępca przewodniczącego
- Anna Milczanowska (PiS) – zastępca przewodniczącego
- Jerzy Polaczek (PiS) – zastępca przewodniczącego

## Prezydium Komisji wX kadencji Sejmu[2]
- Mirosław Suchoń (PL2050-TD) – przewodniczący,
- Andrzej Adamczyk (PiS) – zastępca przewodniczącego,
- Stanisław Lamczyk (KO) – zastępca przewodniczącego,
- Marek Sawicki (PSL-TD) – zastępca przewodniczącego,
- Krystyna Sibińska (KO) – zastępca przewodniczącego.

### Podkomisje
- Podkomisja stała do spraw transportu drogowego, drogownictwa i bezpieczeństwa ruchu drogowego (INF01S)[3]
  - Krzysztof Truskolaski (KO) – przewodniczący
- Podkomisja stała do spraw transportu kolejowego (INF02S)[4]
  - Barbara Oliwiecka – przewodnicząca (PL2050-TD)
- Podkomisja stała do spraw lotnictwa cywilnego (INF03S)[5]
  - Kamil Wnuk – przewodniczący (PL2050-TD)
- Podkomisja stała do spraw budownictwa, gospodarki przestrzennej i mieszkaniowej oraz poczty (INF04S)[6]
  - Magdalena Kołodziejczak (KO) – przewodnicząca
- Podkomisja stała do spraw monitorowania wykorzystania funduszy Unii Europejskiej w zakresie infrastruktury (INF05S)[7]
  - Grzegorz Puda (PiS) – przewodniczący